# Seto (langue)
Cet article concerne la langue setu. Pour le peuple setu, voir Setus.

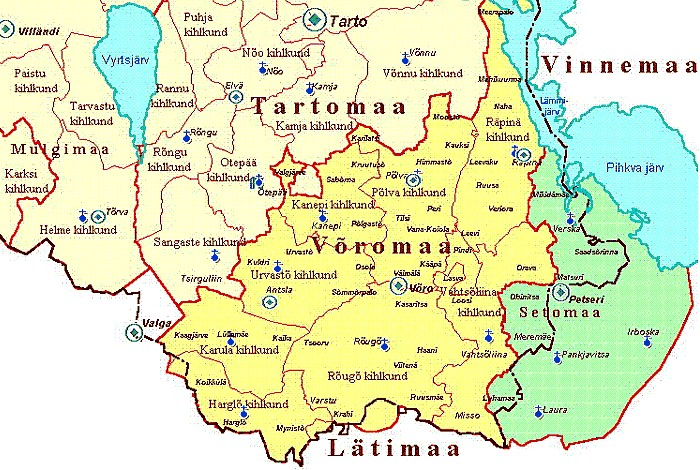
Carte de Võrumaa.

Le seto est une langue finno-ougrienne parlée en Estonie (Põlvamaa et Võrumaa) et en Russie (oblast de Pskov ). Elle fait partie des langues sud-estoniennes comme le võro. Elle est parlée par 5 000 personnes (soit la moitié des Setos).

## À voir
- linguistique
  - liste de langues
    - langues par famille
      - langues ouraliennes
        - langues finno-ougriennes
          - langues finno-permiennes
            - langues finno-volgaïques
              - langues fenniques
                - langues sud-estoniennes

    - langues par zone géographique
      - langues dans les Pays Baltes